# Amiotrofia monomelica
L'amiotrofia monomelica (MMA), o malattia di Hirayama, è una rara malattia dei motoneuroni descritta per la prima volta nel 1959 in Giappone. I suoi sintomi di solito compaiono circa due anni dopo lo scatto di crescita adolescenziale ed è significativamente più comune nei maschi (età media di esordio, 15-25 anni). L'MMA è segnalato più frequentemente in Asia ma ha una distribuzione globale. È tipicamente caratterizzato da un'insidiosa insorgenza di atrofia muscolare di un arto superiore, che raggiunge un plateau dopo 2-5 anni da cui non migliora né peggiora. Non c'è dolore o perdita sensoriale associata all'MMA. Si ritiene che l'MMA non sia ereditario .
Sia i nomi del disturbo che le sue possibili cause si sono evoluti dalla prima segnalazione nel 1959. Si ritiene più comunemente che la condizione si verifichi per compressione asimmetrica della colonna vertebrale cervicale da parte del sacco durale cervicale, specialmente quando il collo è flesso. Tuttavia, la malattia è rara e la diagnosi è confusa da casi clinici tra loro contrastanti.
Sia i nomi del disturbo che le sue possibili cause si sono evoluti sin dalla prima segnalazione.
Poiché questa condizione è stata riscontrata quasi esclusivamente in giovani adulti sani e si stabilizza dopo pochi anni, è trascorso un periodo di 23 anni tra il momento in cui Hirayama ha descritto per la prima volta la condizione e la prima morte (per cancro) e l'autopsia. Nel corso dei diversi decenni dalla prima segnalazione, la maggior parte dei ricercatori ora descrive questa come una condizione biomeccanica collegata allo scatto di crescita dell'adolescente. Tuttavia, questa non è ancora una conclusione universale e ci sono rapporti anomali che suggeriscono una comprensione incompleta della condizione.

## Epidemiologia
L'MMA è descritta più frequentemente in Asia, con studi su poche centinaia di individui che emergono da Giappone, Cina e India; è molto meno comunemente visto in Nord America e in Europa. La malattia (disturbo) fu descritta per la prima volta da Keizo Hirayama nel 1959 come "atrofia muscolare giovanile dell'estremità superiore unilaterale". Nel 1984 Mandavilli Gourie-Devi (et al) ha introdotto il termine "amiotrofia monomelica". La malattia colpisce principalmente (ma non esclusivamente) i maschi giovani (dai 15 ai 25 anni). Nel 2014 c'erano stati meno di 1500 casi descritti, a partire dai pazienti nello studio di Hirayama del 1959. La condizione è sproporzionatamente alta in Asia, ma non è stata trovata alcuna ragione conclusiva per questo. Ad oggi i più grandi studi registrati sono il Giappone (333 casi), India (279 casi), e la Cina (179 casi).

## Eziologia
La disabilità ha origine da un funzionamento alterato delle cellule del corno anteriore del midollo cervicale inferiore (collo inferiore), ma la causa del declino non è completamente compresa ed è ancora considerata sconosciuta. I ricercatori, incluso Hirayama, ritengono che "lo spostamento in avanti del sacco durale cervicale e l'appiattimento compressivo del midollo cervicale inferiore durante la flessione del collo" sia il fattore che contribuisce. Gli studi notano costantemente una perdita della normale curvatura del collo (la lordosi cervicale) e la compressione della corda cervicale da parte del sacco durale in flessione in avanti.
C'è un dibattito sul fatto che questa condizione rappresenti una forma focale di degenerazione LMN primaria (cioè una forma focale di atrofia muscolare spinale) o una conseguenza locale di compressione cronica da un'espansione durale nel rachide cervicale.
Una componente familiare è stata trovata in una percentuale minore di casi, inclusi genitore-figlio e fratello-fratello. A causa della distribuzione insolita della malattia, alcuni ricercatori ipotizzano che potrebbe esserci un legame etnico.

## Clinica

### Segni e sintomi
I segni e sintomi tipici dei pazienti con amiotrofia monomelica sono i seguenti (anche se questo non riflette un elenco completo):
- debolezza muscolare
- fascicolazioni
- tremori
- mani fredde
- crampi muscolari

Inizialmente la maggior parte delle persone nota la debolezza in una mano; possono avvertire una contrattura del medio e dell'anulare e notare un assottigliamento del palmo subdigitale delle dita colpite. Il progresso della condizione varia e la debolezza del braccio varia da minima a significativa. Le fascicolazioni sono rare (> 20%); è comunemente riportato un aumento della debolezza in condizioni di freddo (paresi fredda).

### Diagnostica
La condizione si presenta quasi esclusivamente negli adulti di età compresa tra 15 e 25 anni che soffrono di debolezza alla mano e al braccio. Una storia del paziente e un esame neurologico restringono la possibile diagnosi; questo esame preliminare include tipicamente test di forza e riflessi. La paresi fredda (aumento della debolezza con il freddo) è riportata dalla maggior parte dei pazienti (>80%). Le fascicolazioni sono riportate da non comuni (<20%) a comuni; tremori più grandi sono citati in modo più coerente. I maschi hanno molte più probabilità di essere diagnosticati con la condizione.
La malattia è rara e diversi casi citati si discostano dalla norma prevista, rendendo la diagnosi più difficile. Criteri diagnostici proposti:
1. Debolezza muscolare predominante distale e atrofia dell'avambraccio e della mano
2. Coinvolgimento dell'estremità superiore unilaterale quasi sempre tutto il tempo
3. Insorgenza tra i 10 ei 20 anni
4. Esordio insidioso con progressione graduale per i primi anni, seguito da stabilizzazione
5. Nessun coinvolgimento degli arti inferiori
6. Nessun disturbo sensoriale e anomalie del riflesso tendineo
7. Esclusione di altre malattie (p. Es., Malattia dei motoneuroni, neuropatia motoria multifocale, plessopatia brachiale, tumori del midollo spinale, siringomielia, anomalie vertebrali cervicali, neuropatia interossea anteriore o ulnare profonda)[5]

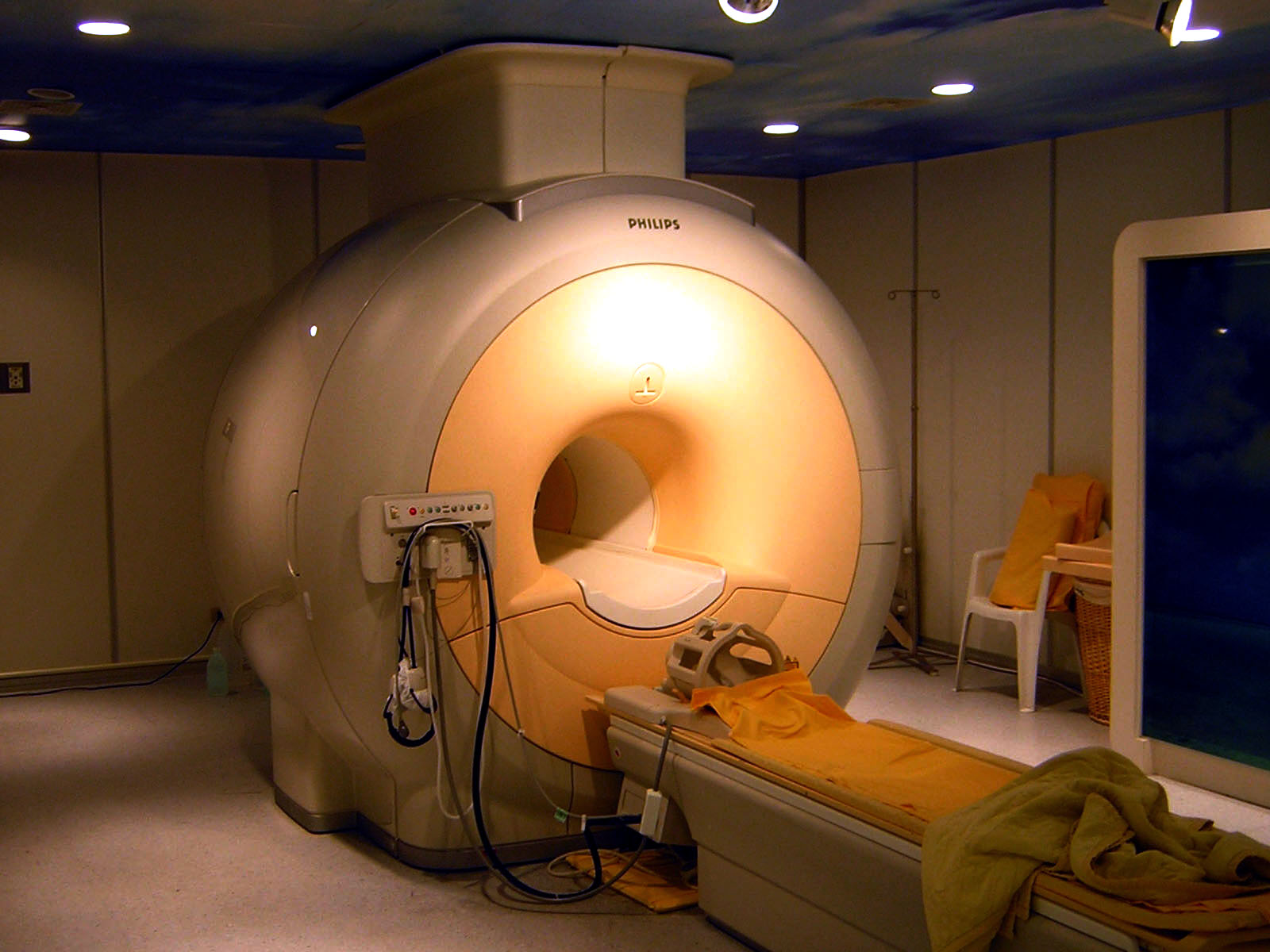
MRI

Un esame neurologico può suggerire diverse malattie dei motoneuroni (come l'MMA), ma per distinguere con maggiore sicurezza l'MMA dalle malattie simili, sono necessari strumenti diagnostici avanzati. Questi includono strumenti di esame come la risonanza magnetica (MRI), l'elettromiografia (EMG) e i test della velocità di conduzione nervosa (NCV). Un esame MRI del collo rivelerebbe tipicamente - per una diagnosi MMA positiva - una certa costrizione del midollo cervicale e un'anormale estensione in avanti del collo, ("perdita della lordosi cervicale"); la pressione esercitata dalla dura sul cavo nervoso apparentemente causa l'appiattimento / restringimento. Un test EMG rivela la perdita del rifornimento nervoso, o denervazione, nell'arto interessato senza un blocco di conduzione (un blocco nervoso limitato a un piccolo segmento del nervo).
Nelle fasi iniziali della malattia l'MMA può essere confuso con la sclerosi laterale amiotrofica (SLA), l'amiotrofia spondilotica cervicale (CSA) e altre malattie neurologiche impegnative, nonché condizioni minori ma che richiedono trattamenti molto diversi, come il carpale avanzato sindrome del tunnel (STC). I sintomi differiscono leggermente. Dolore e formicolio alla mano sono tipicamente presenti nella STC e assenti dall'MMA; la perdita di funzione si presenta diversamente; con un attento studio elettrofisiologico ed esami neurologici i due si distinguono. Nelle fasi iniziali, SLA, SCA e MMA, la presentazione può essere simile. Sia CSA che SLA hanno alla fine sintomi più estesi. L'MMA è più diffuso nei giovani mentre la SLA e la CSA sono più comuni nelle popolazioni più anziane. Con la SLA, i sintomi della mano di solito più comunemente sia prossimali che distali rispetto all'MMA per lo più solo distali, e con le fascicolazioni SLA (contrazioni) sono spesso presenti negli arti superiori, ma raramente nell'MMA. L'MMA viene solitamente escluso dalla considerazione se la disabilità si manifesta in più di un'estremità o negli arti inferiori (gambe), ma l'assenza sintomatica può non escludere la SLA per 3-5 anni dopo l'inizio iniziale. I testi elettrofisiologici e i test riflessi tendono a dare risultati diversi, ma l'interpretazione a volte è soggettiva.

## Trattamento
Al momento non esiste una cura per l'MMA. L'impatto sull'individuo colpito varia da minimo a significativo a seconda dell'entità della debolezza. Le terapie fisiche e occupazionali includono esercizi di rafforzamento muscolare e allenamento nella coordinazione della mano. L'uso precoce di un collare cervicale è sempre più incoraggiato come terapeutico per arrestare l'ulteriore compressione del midollo spinale cervicale. La chirurgia spinale su pazienti con sintomi più avanzati ha riscontrato un successo segnalato, ma è ancora considerata sperimentale.

## Prognosi
I sintomi dell'MMA di solito progrediscono lentamente per 2-5 anni e poi rimangono stabili per molti anni. La debolezza può progredire all'arto opposto, sebbene sia in discussione se questa progressione sia tipica o rara. Sono stati descritti casi di miglioramento e peggioramento del paziente, ma sono atipici. Inizialmente l'MMA può essere confuso con un caso a progressione lenta di altre malattie neurologiche come la sclerosi laterale amiotrofica (SLA); i sintomi iniziali possono essere simili, ma le loro cause sono apparentemente diverse e il loro esito in modo marcato. Gli strumenti diagnostici sono migliorati dalla prima descrizione e sono state introdotte alcune terapie. Ma a volte sono necessari diversi anni di osservazione prima di poter fare una diagnosi definitiva.
L'uso di un collare cervicale può dare sollievo e alcuni ricercatori ne sostengono l'uso terapeutico. Esiste anche una variante lentamente progressiva della MMA nota come sindrome di O'Sullivan-McLeod, che colpisce solo i piccoli muscoli della mano e dell'avambraccio e ha un decorso lentamente progressivo.